# Ville Pörhölä
Frans Wilhelm «Ville» Pörhölä (24 de diciembre de 1897-28 de noviembre de 1964) fue un atleta finlandés, especialista en la prueba de lanzamiento de peso en la que llegó a ser campeón olímpico en 1920.

## Carrera deportiva
En los JJ. OO. de Amberes 1920 ganó la medalla de oro en el lanzamiento de peso, llegando hasta los 14.81 metros, superando a su paisano finlandés Elmer Niklander y al estadounidense Harry Liversedge (bronce con 14.15 metros).
Doce años después, en los JJ. OO. de Los Ángeles 1932 ganó la medalla de plata en el lanzamiento de martillo, llegando hasta los 52.27 metros, siendo superado por el irlandés Pat O'Callaghan (oro con 53.92 metros) y por delante del estadounidense Peter Zaremba (bronce).